# Barrage de Çaygören
Le barrage de Çaygören est un barrage de Turquie.

## Sources
- (en) www.dsi.gov.tr/tricold/caygoren.htm Site de l'agence gouvernementale turque des travaux hydrauliques